# Ouragan Gilbert
L'ouragan Gilbert est un cyclone tropical de catégorie 5 sur l'échelle de Saffir-Simpson formé dans l'Atlantique du 8 septembre au 19 septembre 1988. Il affecta la Jamaïque, les îles Caïmans, le Mexique (île de Cozumel, péninsule du Yucatán, Tamaulipas, Nuevo León) et les États-Unis (Texas), occasionnant 341 décès et 5,5 milliards de dollars américains de dégâts.
Avec une pression de 888 hPa, la plus basse alors observée dans l'hémisphère nord, il était l'ouragan le plus intense de l'Atlantique avant d'être surpassé par Wilma en 2005. À cause du nombre de morts et des importants dégâts causés par cet ouragan, le nom Gilbert a été retiré des listes futures.

## Évolution météorologique
Le 3 septembre 1988, une onde tropicale émergea de la côte africaine et au cours des jours suivants elle se dirigea vers l’ouest. Elle développa une circulation cyclonique le 8 septembre. Tôt le 9 septembre, le système devint la dépression tropicale numéro Douze près des Îles du Vent (Antilles), soit à environ 640 km à l’est de la Barbade. Plus tard en journée, le système atteignit le stade de tempête tropicale et fut nommé Gilbert, devenant le septième cyclone tropical à être nommé en 1988, au large des Petites Antilles.
Se trouvant dans un environnement favorable, Gilbert devient rapidement un ouragan le 10 septembre, vers 20h locale, et atteint la catégorie 3 le 11 septembre. Il se dirigea alors vers l’ouest-nord-ouest sous l’influence d’un anticyclone dans son quadrant nord ce qui l’amena à croiser la Jamaïque. L’œil traversa l’île de part en part le 12 septembre et donna des vents de 205 km/h. La pression centrale rapportée est de 960 hPa.
Gilbert continua de se développer en quittant la Jamaïque. Il frôla ensuite les Îles Caïmans et à Grand Cayman, on a rapporté des rafales à 252 km/h le 13 septembre. Gilbert atteignit un peu après son maximum d’intensité avec une pression centrale de 888 hPa, soit une chute 72 hPa en vingt-quatre heures, et des vents soutenus de 295 km/h. Ceci en faisait le plus intense cyclone tropical du bassin de l’Atlantique nord des annales. Ce record ne fut surpassé que durant la saison 2005 par l’ouragan Wilma.

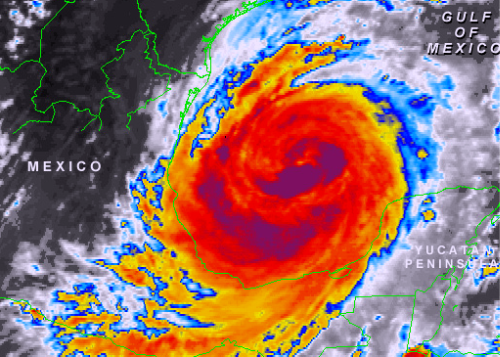
Vue par satellite météorologique dans l'infrarouge de Gilbert approchant le Mexique

Gilbert traversa ainsi le golfe du Mexique et toucha terre une seconde fois près de l’île de Cozumel, au Mexique, puis frappa la péninsule du Yucatán le 14 septembre avec la pleine force d’un ouragan de catégorie 5,. Il s’agissait du premier ouragan de cette catégorie à toucher terre dans le bassin Atlantique depuis l'ouragan David en 1979. La pression centrale à Cozumel a été estimée à 900 HPa.
Le cyclone a ensuite perdu rapidement de l’intensité, à cause de la friction, lors de sa traversée de la péninsule. Il en émergea en étant de catégorie 2. De retour sur le golfe du Mexique, il se renforça en se dirigeant vers le nord-ouest. Il toucha terre une troisième fois en étant classé dans la catégorie 3 près de La Pesca, Mexique, le 16 septembre. Il continua ensuite vers le nord-ouest du Mexique et le 17 septembre, il passa près de Monterrey (Nuevo León), ayant diminué à la force de tempête tropicale. Sa trajectoire s’inclina ensuite brusquement vers le nord en direction du Texas. Il entra dans cet État le 18 septembre en tant que dépression tropicale et il y donna de fortes pluies ainsi que 29 tornades avant d’atteindre l’Oklahoma. Les restes de Gilbert furent absorbés par une dépression des latitudes moyennes en passant sur le Missouri le 19 septembre et le tout se dirigea ensuite vers le nord-est,.

## Impacts
Gilbert fit 341 victimes, surtout au Mexique. Un rapport préliminaire fait à l’époque avait conclu que Gilbert était le plus coûteux des ouragans à être passé dans le bassin Atlantique et estimait les dommages encourus à coût de 10 milliards $US. Cependant, l’estimé final fut révisé à 5,5 milliards $US (1989).
| Pays                   | Morts |
| ---------------------- | ----- |
| Mexique                | 225   |
| Jamaïque               | 45    |
| Haïti                  | 30    |
| Guatemala              | 12    |
| Honduras               | 12    |
| République dominicaine | 5     |
| Venezuela              | 5     |
| États-Unis             | 3     |
| Costa Rica             | 2     |
| Nicaragua              | 2     |
| Total                  | 341   |

### Venezuela
Les bandes externes de l’ouragan Gilbert sont passées sur le Venezuela, laissant des pluies diluviennes et tuant cinq personnes.

### Jamaïque
L’ouragan Gilbert a laissé plus de 700 mm de pluie dans les montagnes de Jamaïque causant des inondations. Il s’agissait du plus intense système tropical à frapper ce pays depuis l’ouragan Charlie en 1951. On rapporta quarante-cinq morts, mais un bébé est né malgré tout durant les intempéries, et pour 4 milliards $US (1988) de dommages. Les récoltes furent détruites ainsi que de nombreux édifices, maisons, routes et petits aéronefs,.

### Îles Caïmans
Gilbert est passé 48 km au sud des Îles Caïmans. Les vents y ont atteint 253 km/h le 13 septembre. Cependant, les dégâts ont été relativement minimes à cause du passage rapide de l’ouragan et du fait que la grande profondeur des eaux entourant les îles limita le développement de l’onde de tempête à 1,5 mètre. Malgré tout, les récoltes, les arbres, les prés et certaines demeures ont subi des dommages parfois importants

### Mexique

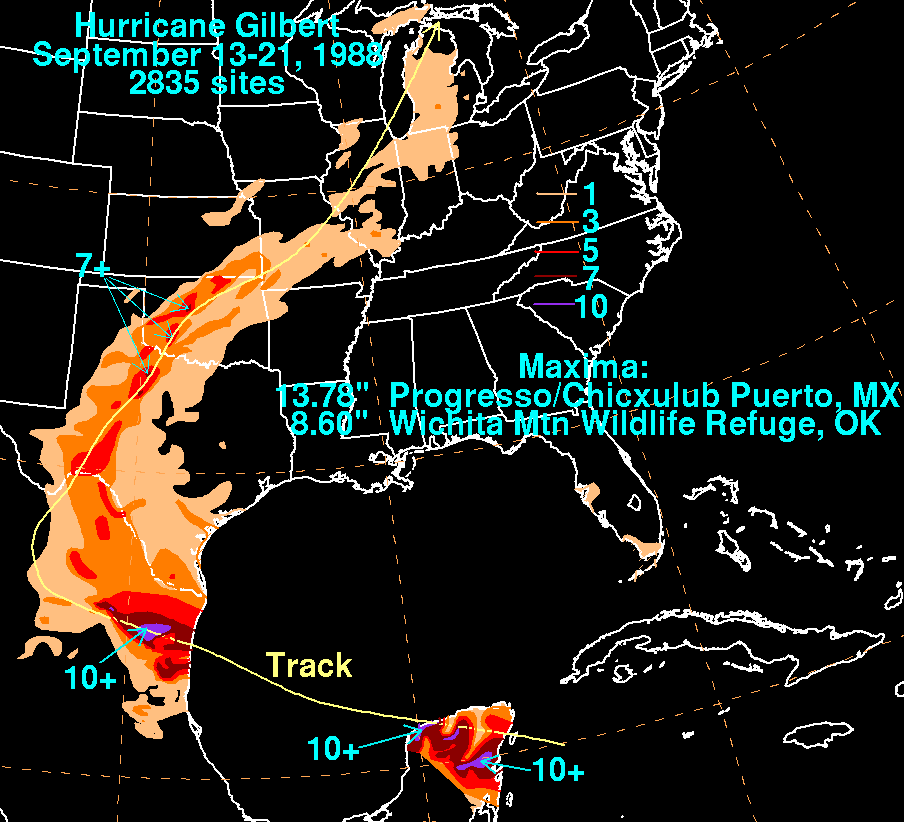
Accumulations totales de pluie au Mexique et aux États-Unis (1 pouce = 2,54 cm)

Au total, Gilbert a fait 225 morts au Mexique. Le système a d'abord frappé le Yucatán avant de retourner dans le Golfe du Mexique puis d'atteindre le nord-est du pays.
Lors de sa traversée de la péninsule du Yucatán, l’ouragan a fait 35 000 sans-abris, coula 83 navires et endommagea en tout ou en partie 60 000 demeures. On y estima les dommages entre 1 et 2 milliards $US. Dans la région de Cancún, 87 millions $US (1989) ont été perdus par la suite à cause du déclin de l’achalandage touristique durant les mois d’octobre à décembre 1988. Le maximum d’accumulations a été signalé à Progreso avec 350 mm.
Lors du passage de l’ouragan dans le nord-est du Mexique, les pluies ont causé des inondations généralisées dans la région de Monterrey. Plus de cent personnes sont mortes quand cinq autobus de réfugiés ont été emportées par les flots. On a mesuré jusqu’à 254 mm de pluie dans certains secteurs de l’État de Tamaulipas.
Il pourrait également être un des facteurs qui ont mené à la disparition du Moqueur de Cozumel.

### États-Unis
Comme les prévisions originales mentionnaient que Gilbert pouvait frapper près de la côte du Texas, les autorités anticipaient des dommages importants. Cependant, l’ouragan est entré au Mexique à 100 km au sud de la frontière de l’État et les dommages furent plus légers après son passage prolongé sur les terres.
Les vents ont atteint la force d’ouragan (plus de 118 km/h) à quelques endroits mais c'est l’onde de tempête de 1 à 1,5 mètre qui a causé le plus de problème en causant de l’érosion des plages. Dans la région de San Antonio, on a également rapporté plusieurs tornades. Les quantités de pluie ont été de l’ordre de 125 mm au Texas et en Oklahoma avec un maximum de 218 mm à Wichita Mountain Wildlife Refuge (OK). Par la suite les accumulations ont graduellement diminué le long de sa trajectoire mais jusqu’à 75 mm sont quand même tombés sur le centre du Michigan.

## Retrait
À cause du nombre de morts et des importants dégâts causés par cet ouragan, le nom Gilbert a été retiré des listes futures par le comité des cyclones tropicaux de l'Organisation météorologique mondiale au printemps 1989. Il a été remplacé par Gordon qui a lui-même été utilisé en 1994, 2000 et 2006.

### Source
- (en) Cet article est partiellement ou en totalité issu de l’article de Wikipédia en anglais intitulé « Hurricane Gilbert » (voir la liste des auteurs).